# Bangiales
Ordre
Les Bangiales sont un ordre d'algue rouges de la sous-classe des Bangiophycidae, dans la classe des Bangiophyceae.

## Liste des familles
Selon AlgaeBase (17 mai 2012) & Catalogue of Life (17 mai 2012) & ITIS (17 mai 2012) & World Register of Marine Species (17 mai 2012) & NCBI (17 mai 2012) :
- famille des Bangiaceae Engler

## Liste des genres
Selon AlgaeBase (18 mai 2012) :
- famille des Bangiaceae Engler
  - genre Bangia Lyngbye
  - genre Bangiomorpha N.J.Butterfield
  - genre Boreophyllum S.C.Lindstrom, N. Kikuchi, M.Miyata & Neefus
  - genre Clymene W.A.Nelson
  - genre Dione W.A.Nelson
  - genre Fuscifolium S.C.Lindstrom
  - genre Lysithea W.A.Nelson
  - genre Minerva W.A.Nelson
  - genre Miuraea N.Kikuchi, S.Arai, G.Yoshida, J.A.Shin & M.Miyata
  - genre Porphyra C.Agardh
  - genre Pseudobangia K.M.Müller & R.G.Sheath
  - genre Pyropia J.Agardh
  - genre Wildemania De Toni

Selon Catalogue of Life (18 mai 2012) :
- famille des Bangiaceae
  - genre Aspalatia
  - genre Bangia
  - genre Bangiella
  - genre Diploderma
  - genre Phyllona
  - genre Porphyra
  - genre Porphyrella
  - genre Wildemania
  - genre Zachariasia

Selon ITIS (18 mai 2012) :
- famille des Bangiaceae Engler
  - genre Bangia Lyngbye, 1819
  - genre Conchocelis Batters, 1892
  - genre Porphyra C. A. Agardh
  - genre Porphyrella Smith & Hollenberg, 1943

Selon NCBI (18 mai 2012) :
- famille des Bangiaceae
  - genre Bangia
  - genre Boreophyllum
  - genre Clymene
  - genre Dione
  - genre Lysithea
  - genre Minerva
  - genre Porphyra
  - genre Pseudobangia
  - genre Pyropia
  - genre Wildemania